# Communauté de communes du Libournais
Die Communauté de communes du Libournais  ist ein ehemaliger französischer Gemeindeverband (Communauté de communes) im Département Gironde und der damaligen Region Aquitanien. Er wurde am 24. Dezember 2001 gegründet.

## Historique
2011 fusionierte der Gemeindeverband mit der Communauté de communes du Canton de Guîtres und der Communauté de communes du Pays de Coutras zur Communauté de communes du Nord Libournais, die schließlich 2012 zur Communauté d’agglomération du Libournais (vor 2017) wurde.

## Mitglieder
- Libourne
- Génissac
- Moulon
- Pomerol
- Les Billaux
- Lalande-de-Pomerol